# Wheelman (videojuego)
Wheelman es un videojuego publicado por Ubisoft y Midway Games y está disponible para las plataformas PS3, Xbox 360 y PC. La fecha de lanzamiento en Estados Unidos, Australia y algunos países europeos fue el 24 de marzo de 2009 y el lanzamiento internacional fue el 27 del mismo mes. El protagonista del juego es una versión digitalizada de Vin Diesel, que es un conductor el cual vuelve de su retiro para salvar a una mujer de su pasado. El escenario del juego es una recreación virtual de la ciudad de Barcelona (España).

## Desarrollo
El videojuego fue anunciado por primera vez en febrero de 2006 por el distribuidor Midway Games, como el segundo de tres juegos en colaboración entre Midway y MTV Networks. Midway colaboró con Tigon Studios en el diseño del juego.

## Adaptación cinematográfica
Simultáneamente con el anuncio del videojuego en febrero de 2006, se anunció una adaptación al cine con Vin Diesel como protagonista, y Rich Wilkes, que ya trabajó con Diesel en xXx, fue contratado para escribir el guion. Paramount y MTV Films anunciaron su colaboración en el proyecto. Sin embargo, nunca se llevó a cabo.

## Polémica
En junio de 2008 el videojuego aún en desarrollo fue objeto de polémica. La concejal de Educación del Ayuntamiento de Barcelona, Montserrat Ballarín, encargó un informe jurídico para ver qué medidas legales llevar a cabo para impedir la publicación del videojuego, debido a que el escenario es la mencionada ciudad. El videojuego ofrece valores contrarios a la ciudad, según el consistorio barcelonés.